# Esquirol gegant negre
L'esquirol gegant negre (Ratufa bicolor) és una espècie de rosegador de la família dels esciúrids. Viu a Bangladesh, Bhutan, Cambodja, la Xina, l'Índia, Indonèsia, Laos, Malàisia, Myanmar, el Nepal, Tailàndia i el Vietnam. Es tracta d'un animal diürn i arborícola que s'alimenta principalment de fruita i fulles. Els seus hàbitats naturals són els boscos perennifolis de montà tropicals i subtropicals, així com els boscos caducifolis secs. Està amenaçat per la caça i la destrucció del seu entorn.